# スコット・クリンスキー
スコット・クリンスキー（Scott Krinsky, 1968年11月24日 - ）は、アメリカ合衆国出身の俳優である。

## 出演作品

### テレビ
- CHUCK/チャック（ジェフリー・バーンズ）
- The O.C.（ダリル）